# ۱۲۹۷ (قمری)
۱۲۹۷ (قمری)، هزار و دویست و نود و هفتمین سال در گاهشماری هجری قمری است. اول محرم این سال برابر با پانزدهم دسامبر سال ۱۸۷۹ میلادی است.

## وابسته
- علی‌اکبر دهخدا
- حاج آقا رحیم ارباب
- پرتو اصفهانی